# Linia kolejowa nr 109
Linia kolejowa nr 109: Kraków Bieżanów – Wieliczka Rynek Kopalnia – drugorzędna, jednotorowa, zelektryfikowana linia kolejowa łącząca stację Kraków Bieżanów z przystankiem osobowym Wieliczka Rynek-Kopalnia. Dawniej linia bieg kończyła 240 m dalej, na przystanku osobowym Wieliczka Rynek.
Dawniej w Bieżanowie istniała łącznica umożliwiająca wyjazd od strony Wieliczki w kierunku Tarnowa bez konieczności zmiany czoła pociągu. Planowano również budowę drugiego toru mającego być własnością Kopalni Soli. Po zelektryfikowaniu linii w związku z jej charakterem (zakończenie bez infrastruktury umożliwiającej zmianę lokomotywy, duża częstotliwość kursów) była ona praktycznie zawsze obsługiwana z wykorzystaniem elektrycznych zespołów trakcyjnych, czasem szynobusów. Nieregularnie realizuje się tutaj przejazdy pociągów retro.

## Modernizacja
4 kwietnia 2011 roku PKP Polskie Linie Kolejowe podpisały z konsorcjum firm Eurovia Polska i Eurovia CS umowę na modernizację linii. Inwestycja objęła m.in. wymianę nawierzchni, sieci trakcyjnej, budowę nowych urządzeń sterowania ruchem, stworzenie systemu informacji pasażerskiej oraz przebudowę obiektów technicznych. W ramach modernizacji w rejonie ulicy Winnickiej w Wieliczce powstał nowy przystanek o nazwie Wieliczka Bogucice, dotychczasowy przystanek Wieliczka został przemianowany na Wieliczka Park, zaś przystanek Wieliczka Rynek został przeniesiony przed ul. Adama Mickiewicza i zmienił nazwę na Wieliczka Rynek-Kopalnia. Kolejną inwestycją w ramach tego samego projektu była budowa parkingu typu Park & Ride w okolicy przystanku Wieliczka Park.
Po modernizacji linię kolejową przecinają cztery przejścia dla pieszych (w okolicach muru pobliskiego Klasztoru Ojców Franciszkanów i przy stacjach Wieliczka Park, Wieliczka Bogucice i Kraków Bieżanów), a także dwie drogi miejskie (przejazdy kategorii „B” przy stacji Kraków Bieżanów Drożdżownia i Kraków Bieżanów). Ponadto, szlak sześciokrotnie przecinają drogi prowadzone bezkolizyjnie, głównie pod linią, która na znacznym odcinku prowadzona jest na nasypie.

## Charakterystyka techniczna
Linia w całości jest klasy C3, maksymalny nacisk osi wynosi 221 kN dla lokomotyw oraz 196 kN dla wagonów, a maksymalny nacisk liniowy wynosi 71 kN (na metr bieżący toru). Linia wyposażona jest w sieć trakcyjną typu C120-2C i C95-C, która jest dostosowana do maksymalnej prędkości 110 km/h, obciążalność prądowa wynosi 1725 i 1150 A, a minimalna odległość między odbierakami prądu wynosi 20 m. Linia zaopatrzona jest w elektromagnesy samoczynnego hamowania pociągów. Linia podlega pod obszar konstrukcyjny ekspozytury Centrum Zarządzania Linii Kolejowych Kraków, a także pod Zakład Linii Kolejowych Kraków. Prędkość maksymalna poruszania się pociągów na linii wynosi 70 km/h, a jej prędkość konstrukcyjna wynosi 80 km/h. Obowiązują następujące maksymalne prędkości:
| kilometraż | kilometraż | Tor nieparzysty (kierunek: Wieliczka Rynek Kopalnia) | Tor nieparzysty (kierunek: Wieliczka Rynek Kopalnia) | Tor nieparzysty (kierunek: Wieliczka Rynek Kopalnia) |
| od         | do         | Pociągi pasażerskie                                  | Autobusy szynowe i EZT                               | Pociągi towarowe                                     |
| 0,086      | 4,487      | 70                                                   | 70                                                   | 40                                                   |
| 4,487      | 5,505      | 60                                                   | 60                                                   | 40                                                   |

Na linii zostały wprowadzone ograniczenia w związku z niezachowaniem skrajni – nieodpowiednia odległość i wysokość niektórych słupów trakcyjnych od osi toru i poziomu główki szyny.

## Ruch pociągów
Od 14 grudnia 2014 roku linia jest wykorzystywana wyłącznie do realizacji połączeń pasażerskich z Wieliczki w kierunku Krakowa Głównego, a 10 grudnia 2017 roku trasa została wydłużona do lotniska w Balicach. Połączenia realizowane są poprzez linię S1 krakowskiej Szybkiej Kolei Aglomeracyjnej (34 połączenia na dobę). Dawniej kursowały tędy także pociągi towarowe z Kopalni soli Wieliczka transportujące sól; linia była również wykorzystywana do sprowadzania węgla kamiennego bądź też transportu produkowanych w Wieliczce cegieł.

## Infrastruktura

### Posterunki ruchu i punkty ekspedycyjne
| Rodzaj i nazwa                         | Zdjęcie | Liczba peronów | Liczba krawędzi peronowych | Infrastruktura                  |
| stacja Kraków Bieżanów                 |         | 4              | 5                          | - parking - przejście nadziemne |
| przystanek Kraków Bieżanów Drożdżownia |         | 1              | 1                          | - biletomat                     |
| przystanek Wieliczka Bogucice          |         | 1              | 1                          |                                 |
| stacja Wieliczka Park                  |         | 1              | 2                          | - parking                       |
| stacja Wieliczka Rynek-Kopalnia        |         | 1              | 1                          | - biletomat                     |

## Galeria

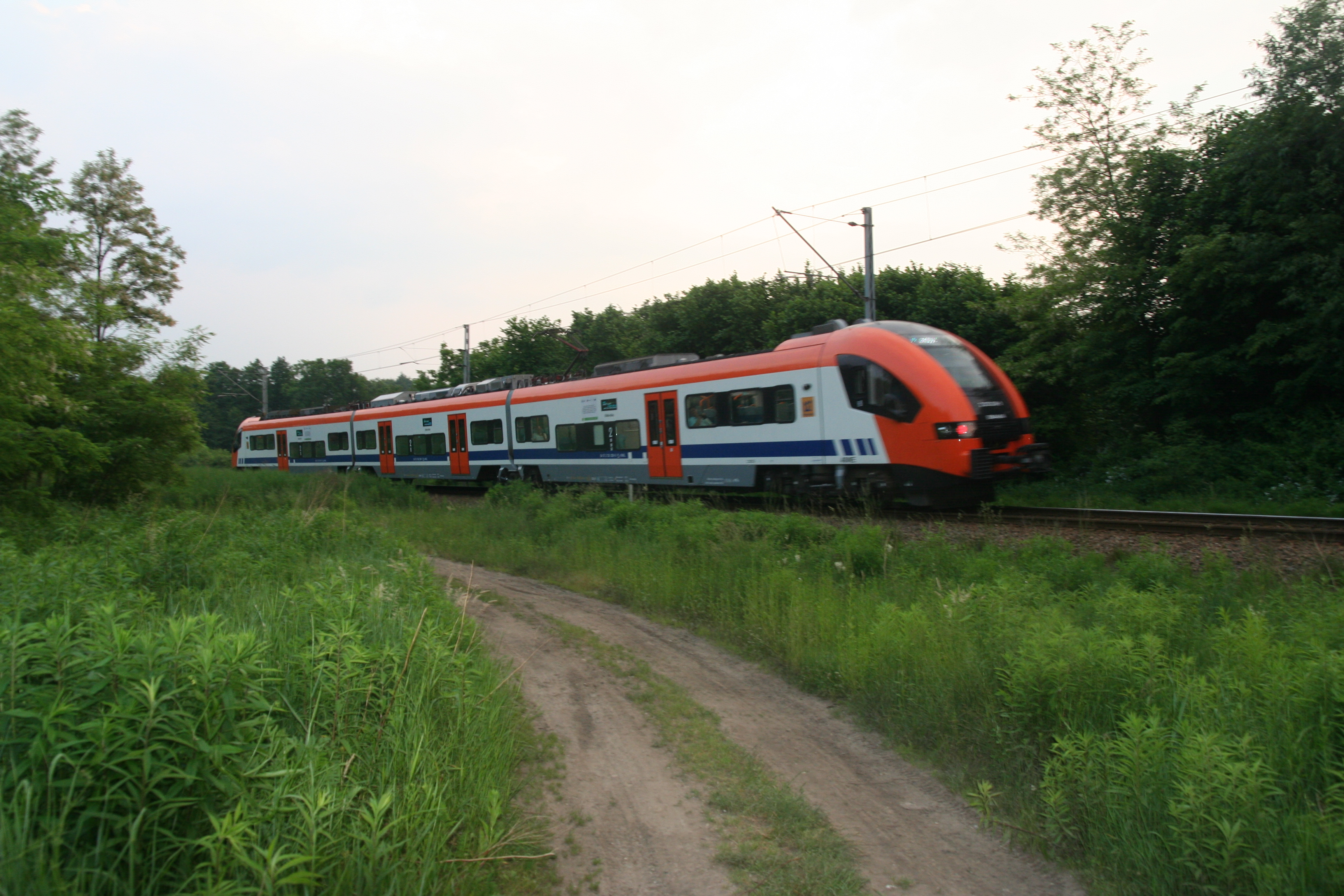
Linia w okolicy Bogucic.
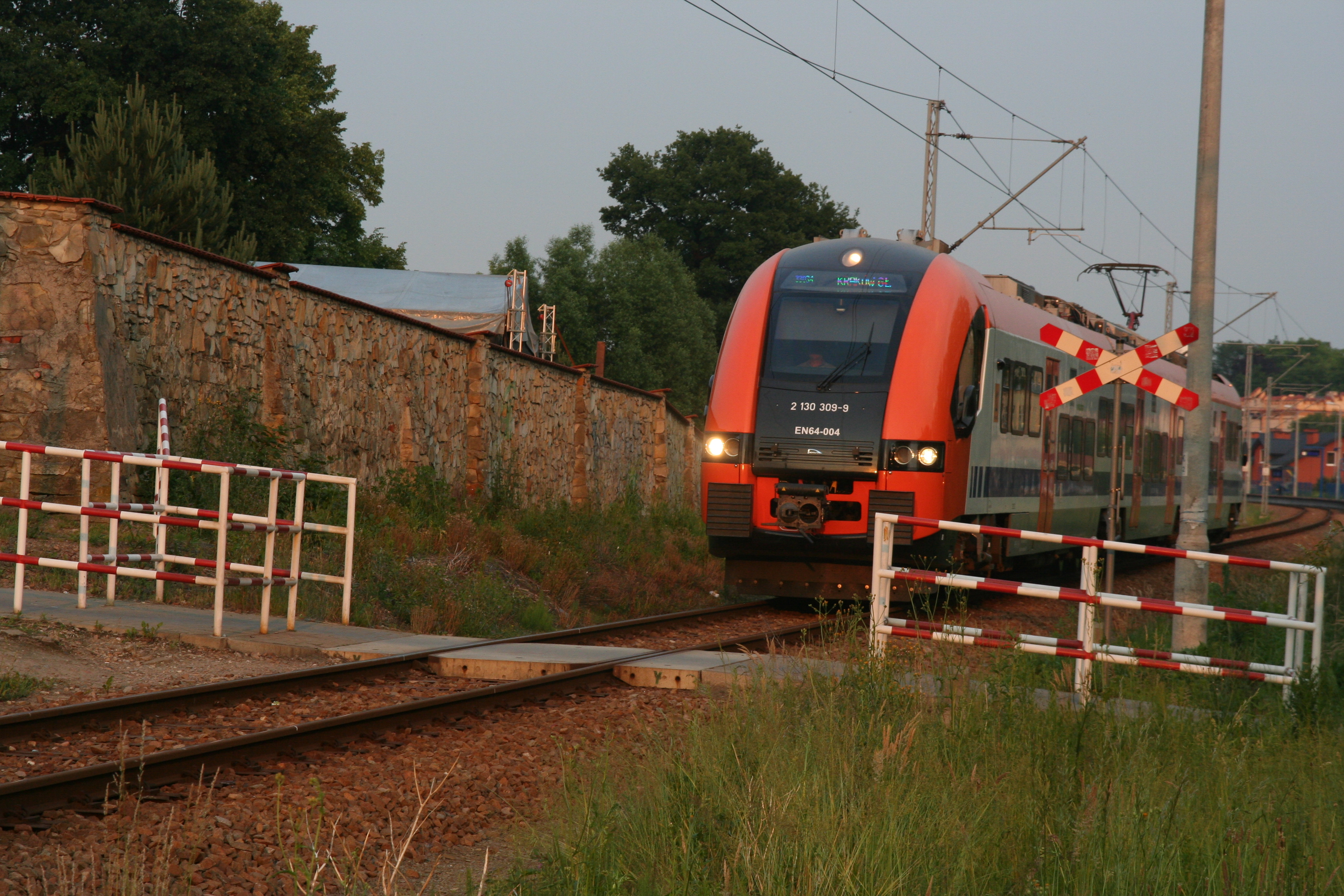
Ostatni kilometr linii, w pobliżu stacji końcowej Wieliczka Rynek Kopalnia.
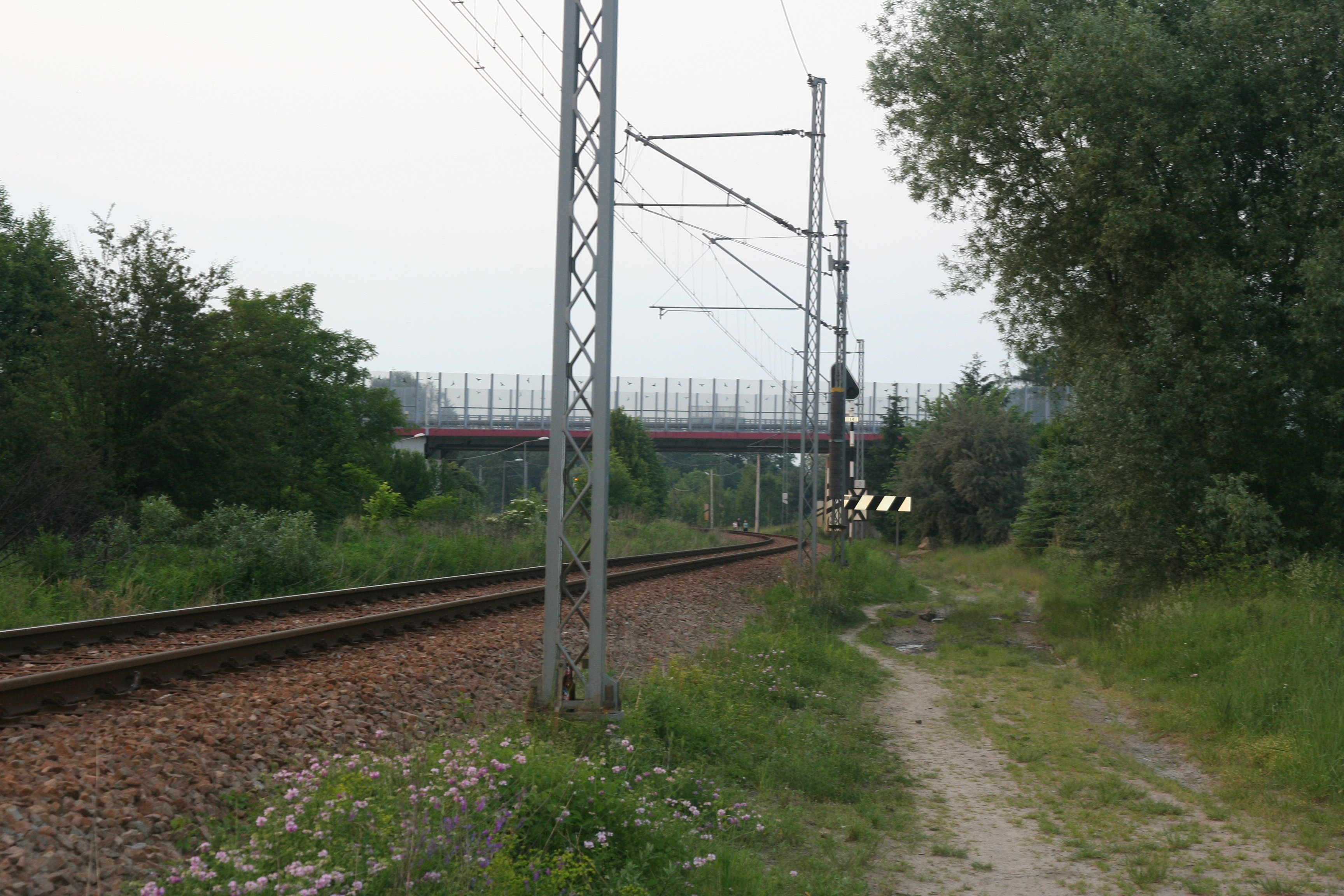
Okolice stacji Kraków Bieżanów Drożdżownia. W oddali wiadukt z autostradą A4.
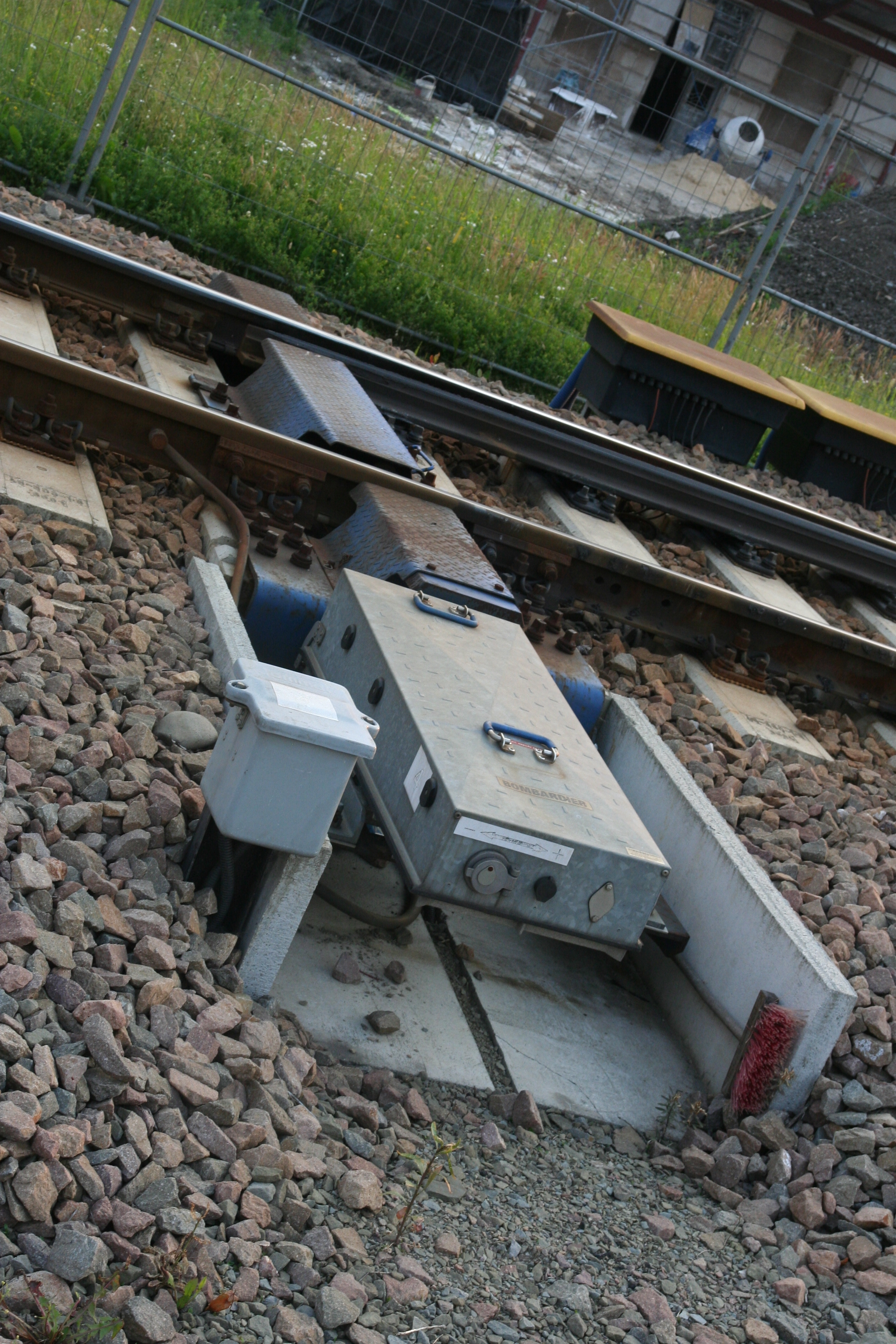
Zautomatyzowany system zwrotnic.
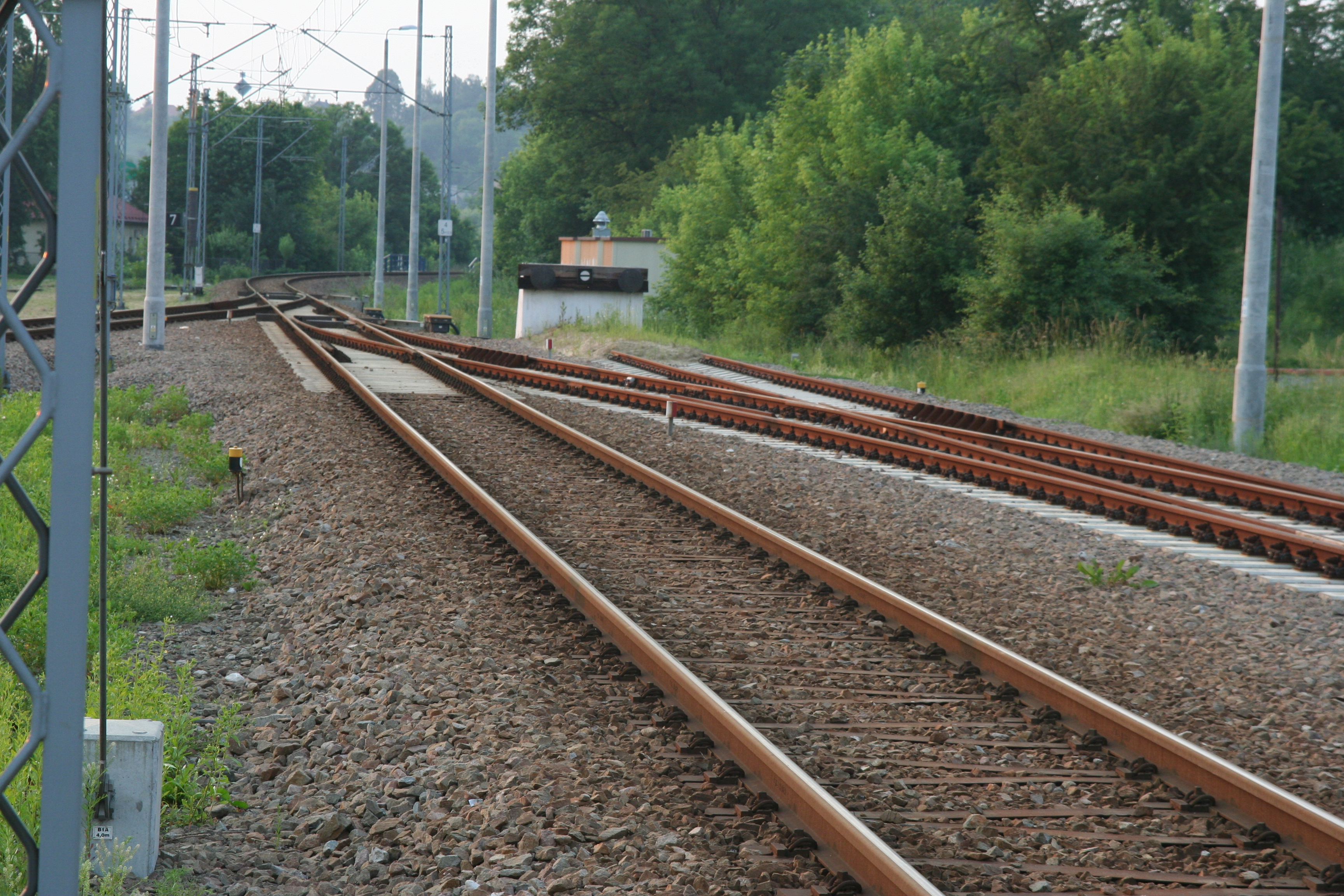
Rozjazdy na stacji Wieliczka Park
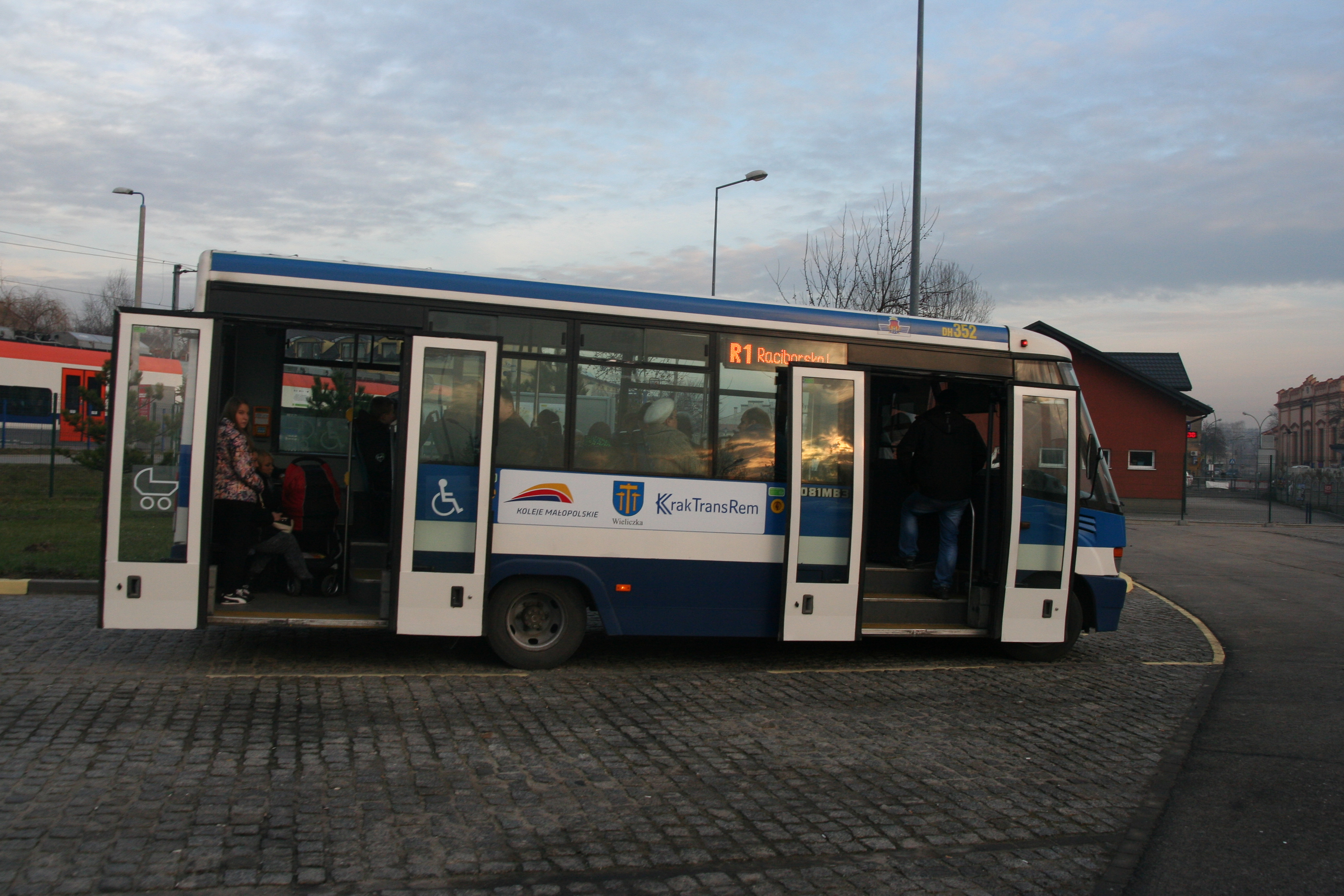
Połączenie autobusowe przedłużające linię kolejową Kraków- Wieliczka.
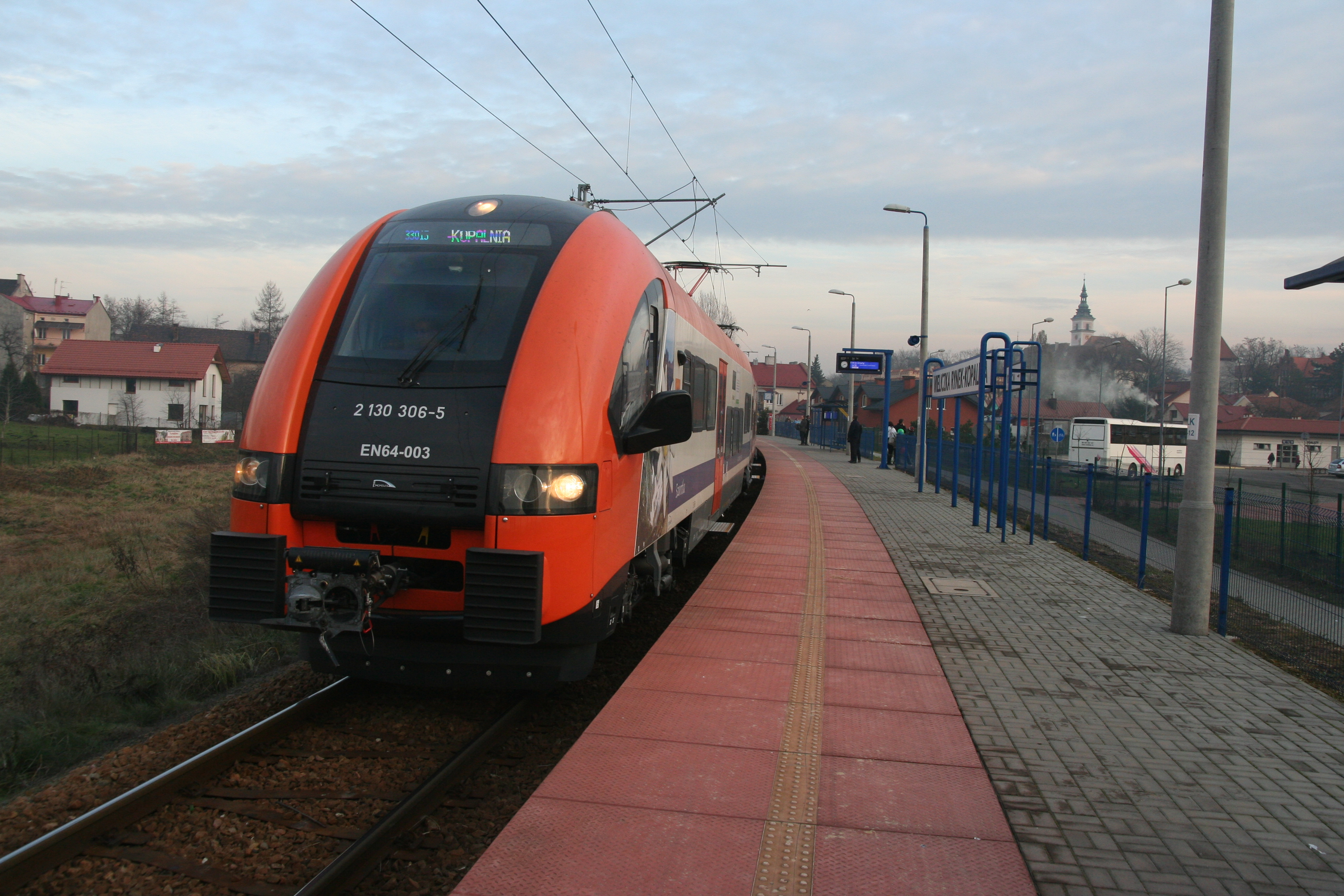
Stacja Wieliczka Rynek- Kopalnia widoczna od strony Krakowa.
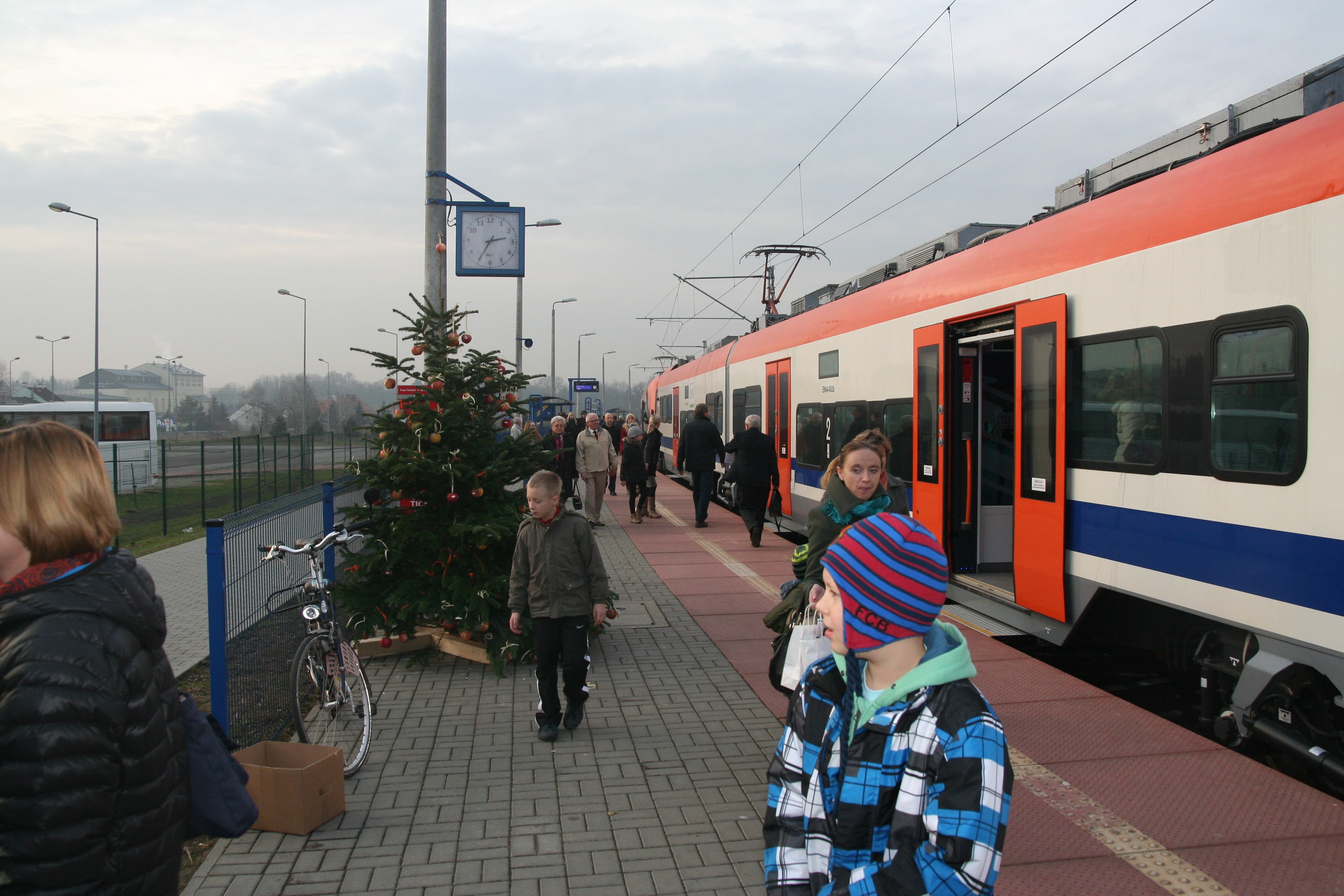
Stacja Wieliczka Rynek- Kopalnia widoczna od wschodu.